# Ágnes Kovács
Ágnes Kovács (Budapest, Hungría, 13 de junio de 1981) es una nadadora húngara retirada especializada en pruebas de estilo braza, donde consiguió ser campeona olímpica en 2000 en los 200 metros.

## Carrera deportiva
Ágnes Kovács participó en los Juegos Olímpicos de 1996, 2000 y 2004. En los Juegos Olímpicos de Atlanta 1996 ganó la medalla de bronce en los 200 metros braza, con un tiempo de 2:26.57 segundos, por detrás de la sudafricana  Penelope Heyns y la estadounidense Amanda Beard.En los Juegos Olímpicos de Sídney 2000 ganó la medalla de oro en los 200 metros braza, con un tiempo de 2:24.35 segundos, por delante de las nadadoras estadounidenses Kristy Kowal y Amanda Beard.